# Chiesa di Sant'Apollonia (Mori, Italia)
La chiesa di Sant'Apollonia, o chiesa di Sant'Apollonia Vergine e Martire, è una chiesa cattolica situata presso Manzano, frazione di Mori, in Trentino. Risalente al XVII secolo, è sussidiaria della parrocchiale di Sant'Antonio di Manzano e fa parte dell'arcidiocesi di Trento.

## Storia

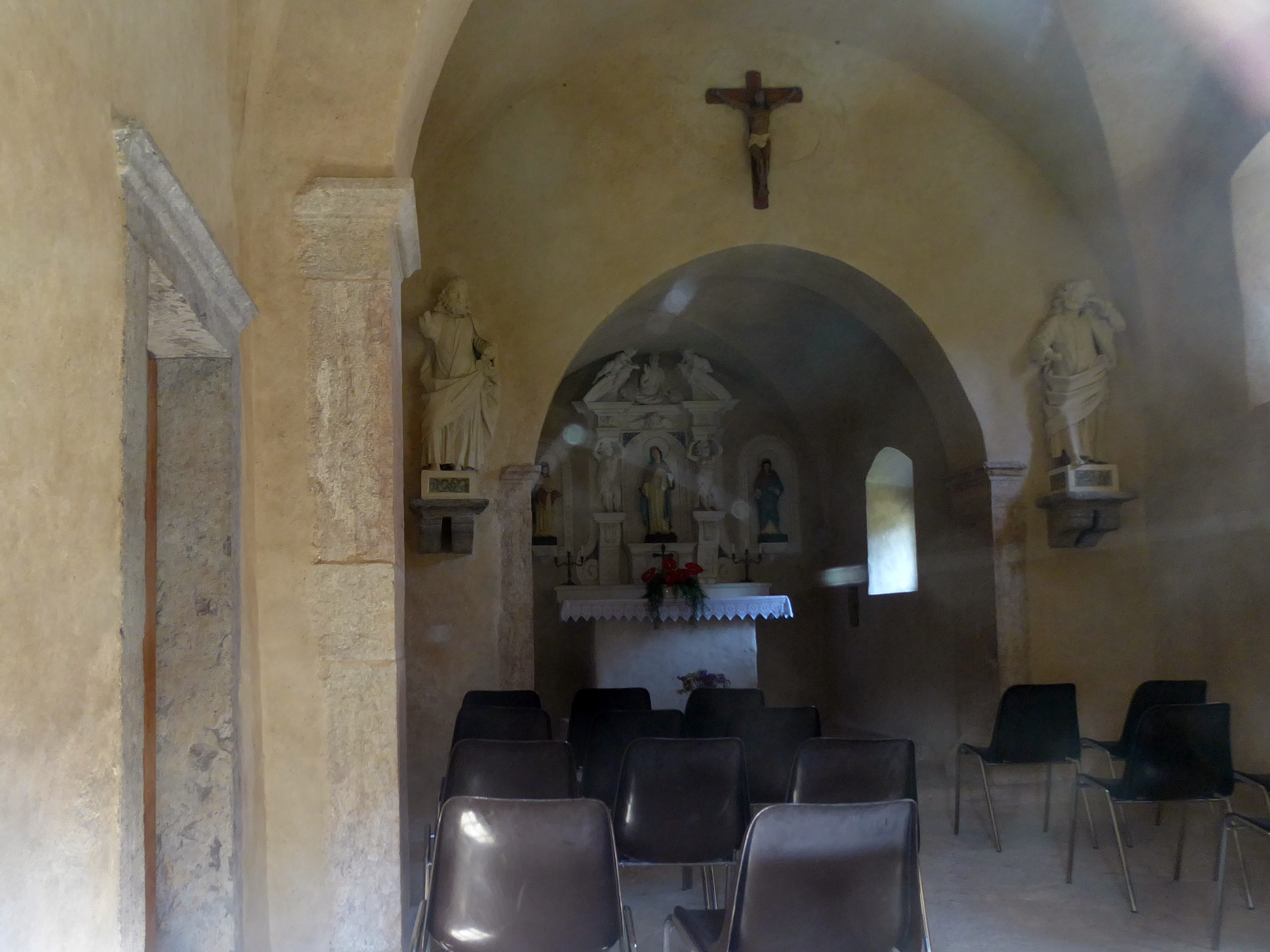
Interno

Sull'origine della piccola chiesa di Sant'Apollonia vi sono due versioni: secondo dati documentali, confermati anche da un'iscrizione un tempo visibile sull'arco santo, la chiesetta sarebbe seicentesca, eretta entro il 1646, per volere di un tal Paolo Vettori, membro di una famiglia nobile locale (che era proprietaria del terreno e dell'intero edificio). Tradizionalmente, però, la sua costruzione viene collocata nel XV secolo, ad opera dei superstiti della vicina Corniano, flagellata da una pestilenza, e sarebbe per questo simile alla chiesa di Sant'Agata che sorge in quel paese.
Ne 1683, una visita pastorale testimonia che la chiesa era dotata di un solo altare, non aveva sacrestia e veniva usata per il culto una sola volta l'anno, per la festa di sant'Apollonia. Nel 1703 Luigi Giuseppe di Borbone-Vendôme col suo esercito passò in questo territorio e le campane in tale occasione vennero rubate. Pochi anni dopo una visita pastorale fece la richiesta di mantenere la pulizia del luogo e in seguito, tra 1827 e 1839, si provvide a una sua ristrutturazione, e arrivò anche il divieto di utilizzarla come magazzino.
Nei primi anni del XX secolo, poiché la chiesa era mantenuta in stato di quasi abbandono per il disaccordo tra i proprietari e l'ente ecclesiastico, si decise di provvedere ad un restauro che sistemò in parte l'edificio. Nella seconda metà del secolo si procedette a un altro restauro, con l'intervento anche della provincia autonoma di Trento. Si realizzarono imbiancature, sistemazione dell'altare, pavimentazione del campanile e la costruzione di nuovi infissi in legno. Nel 1987 la chiesa divenne proprietà della parrocchia di Sant'Antonio. Un'altra serie di interventi restaurativi è stata effettuata nel 2002-2003.

## Descrizione

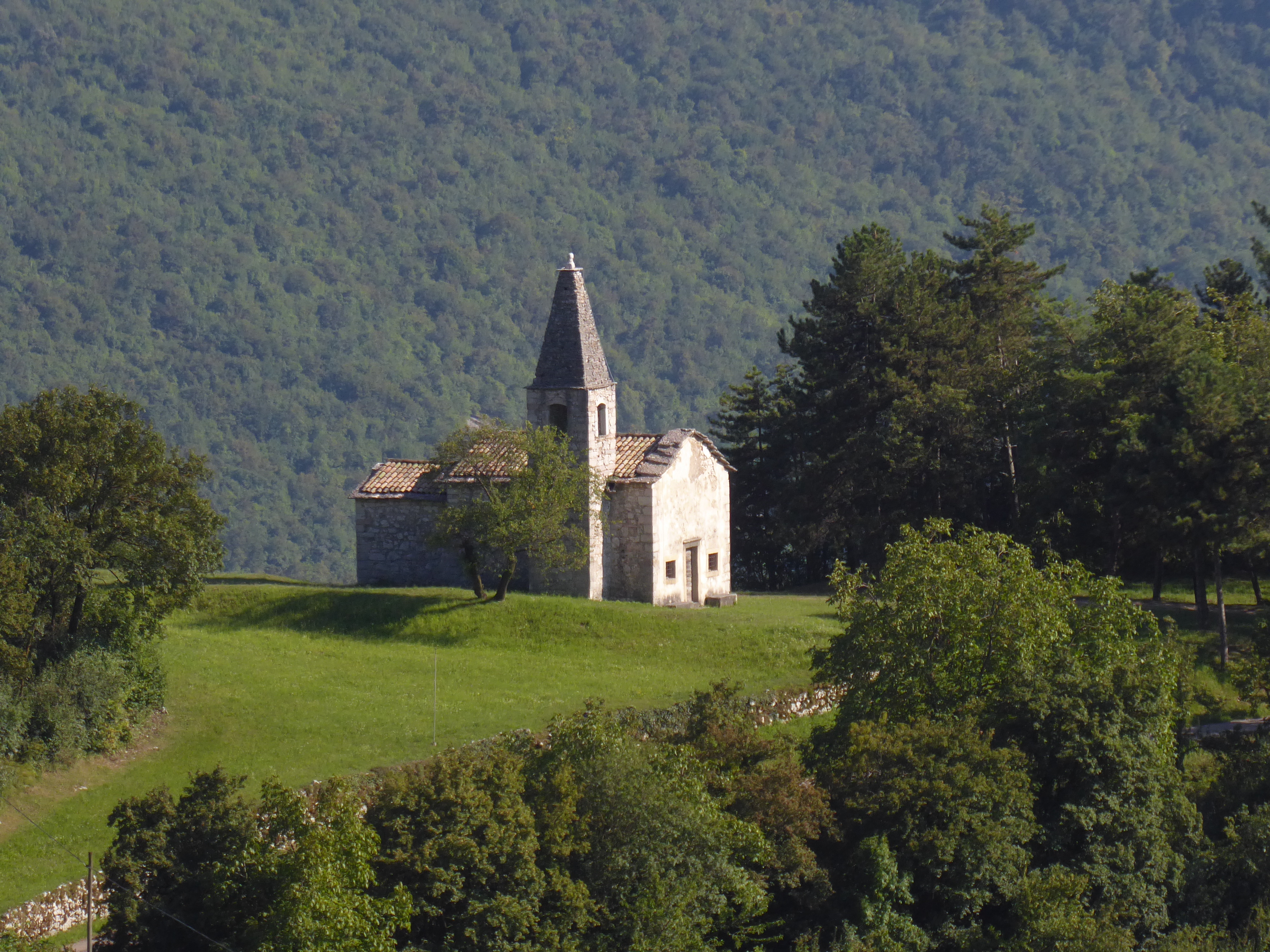
La chiesa vista da Manzano

La chiesa, regolarmente orientata verso est, si trova in posizione isolata a sud-est di Manzano, lungo l'antica strada della Lasta che collegava il paese a Mori.

### Esterno
La chiesa si presente con facciata a capanna, aperta al centro dal portale architravato e, ai suoi lati, da due finestrelle rettangolari sdraiate chiuse da grate in ferro; altre due finestre quadrangolari si aprono sul fianco destro, una nel presbiterio e l'altra nella seconda campata della navata. Le pareti sono parzialmente intonacate, lasciando visibili le pietre cantonali, e la copertura è realizzata in coppi, con lastre di pietra alle estremità.
Il campanile, accessibile dall'interno, si appoggia al fianco sinistro, di poco arretrato rispetto alla facciata: è una torre a base quadrangolare, in pietre a vista, non lavorate eccetto che sugli angoli: è dotato di due piccole feritoie a est e ovest, con cella campanaria aperta da quattro monofore a centina ribassata, ed è sormontato da tetto piramidale a quattro falde in pietra, concluso da acroterio e croce apicale in ferro.

### Interno
L'interno è a navata unica, coperta da volta a botte unghiata e pavimentata in battuto di calce, con un pezzo in lastricato in pietra grezza davanti all'ingresso; è suddivisa in due campate da un'arcata a pieno centro sorretta da pilastri di pietra. L'arco santo, leggermente acuto, introduce al presbiterio rettangolare, rialzato di un gradino, coperto da volta a crociera e pavimentato con mattonelle di cotto disposte a spina di pesce. Sull'arco santo si trovano i resti illeggibili di una scritta, che recitava PAOLO VITTORI HA FATO FARE QUESTA CHIESA PER SUA DEVOCIONE 1646.
È presente un solo altare, coevo alla chiesa, realizzato in muratura e stucco modellato, attribuito alla bottega di Carlo Romeri, che ospita una statua lignea della santa titolare; la trabeazione è sorretta da due cariatidi, e sormontata da due putti e da una statua con una mano poggiante su una sfera, simbolo del mondo, e l'altra con tre dita alzate a richiamare la Trinità. Ai lati dell'arco santo, due mensole ospitano le statue dei santi Pietro e Paolo.